# Halopteris valdiviae
Halopteris valdiviae is een hydroïdpoliep uit de familie Halopterididae. De poliep komt uit het geslacht Halopteris. Halopteris valdiviae werd in 1923 voor het eerst wetenschappelijk beschreven door Stechow. 